# Ramon Jardí i Borràs
Ramon Jardí i Borràs (Tivissa, 13 de novembre de 1881 - Barcelona, 5 de juny de 1972) va ser un meteoròleg, astrònom i sismòleg català. Va participar en la fundació del Servei Meteorològic de Catalunya (1921-1939). Membre de l'Acadèmia de Ciències i Arts (1914) professor de l'escola d'Electricitat de la Universitat Industrial (1917), catedràtic de la Universitat de Barcelona (1930-51), i membre de l'IEC (1926-31). Va ser l'impulsor de l'Estació Meteorològica de Tivissa,l'any 1911, una de les més antigues de Catalunya i amb dades climàtiques més antigues. El fons de l'Estació Meteorològica de Tivissa es conserva a l'Arxiu Comarcal de la Ribera d'Ebre.

## Biografia
Meteoròleg, astrònom i sismòleg, Ramon Jardí estudià a la Facultat de Ciències, on cursà l'especialitat de Ciències Físiques i un cop doctorat va ser catedràtic de la Universitat de Barcelona (1930-51)
Va fer unes modificacions l'anemògraf Bourdon de l'observatori que no funcionava prou bé, donant-li el nom de Bourdon-Jardí al nou model i que ha estat en funcionament fins avui.
El setembre de 1919 fou aprovada la creació del Servei Meteorològic de Catalunya pel Consell Permanent de la Mancomunitat de Catalunya amb Eduard Fontserè com a director del Servei i Ramón Jardí com ajudant seu.
Jardí fou director de l'observatori Fabra. Com a director del Servei representà l'organització catalana a reunions de la Conferència Internacional de Directors de Serveis Meteorològics, i aconseguí amb els treballs portats a terme un alt prestigi internacional.

## Pluviògraf d'intensitats

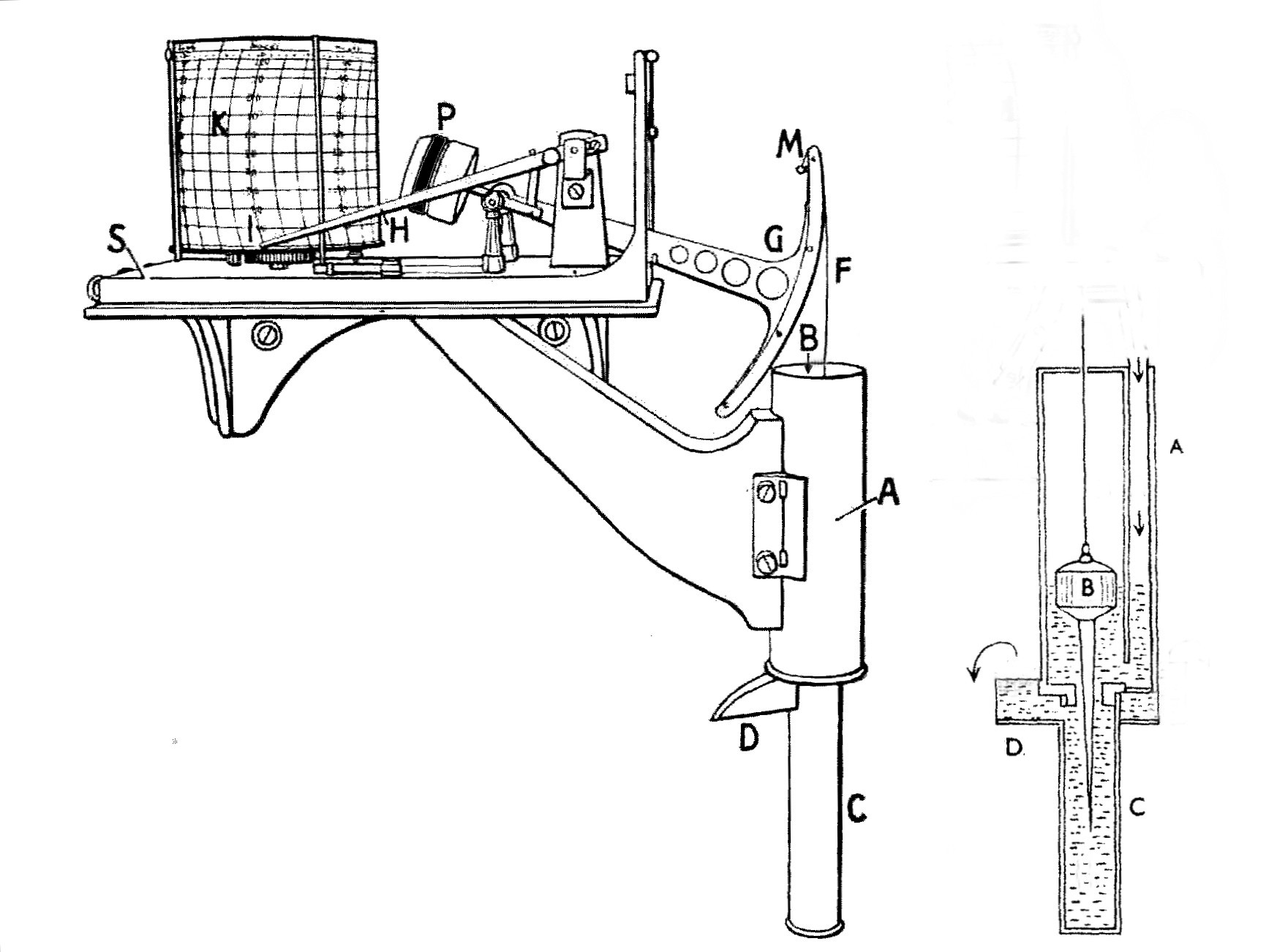
Pluviògraf d'intensitats (Jardi, 1921)

És un enginyós aparell que es va dissenyar per a enregistrar el règim pluviomètric, inicialment de Catalunya però que va acabar estenent-se a nivell mundial. El 1921 el llavors president de la Mancomunitat, Josep Puig i Cadafalch, va expressar a Eduard Fontserè, le seva inquietud per poder tenir un mètode per a mesurar la intensitat de la pluja, per raó d'un fort aiguat que havia caigut a Barcelona, i llavors, Fontserè va encarregar a Ramón Jardí la construcció d'un pluviògraf per tal de poder-ho enregistrar. Abans d'acabar aquell any 1921, ja estava funcionant al Servei Meteorològic de Catalunya, el Pluviògraf d'intensitats dissenyat pel doctor Jardí, que més endavant seria fabricat en sèrie per les empreses Richard de París i Casella de Londres.
El juny de 1927 van entrar en funcionament dos pluviògrafs Richard-Jardí, un al Servei de Meteorologia (que va acabar malament), l'altre a l'Observatori Fabra i d'aquesta manera gràcies als mèrits del doctor Jardí, i a l'activitat ininterrompuda de l'Observatori Fabra, Barcelona ha pogut tenir el registre d'intensitats de pluja quasi-instantànies d'un període complet més llarg del món (més de 80 anys).

### Funcionament del pluviògraf
| « | Empra el principi de realimentació.. l'aigua entrant fa pujar la boia, la que surt la fa baixar, ajustant l'agulla cònica perquè surti la mateixa aigua que entra, així "l'agulla entintada" enregistra, sobre el paper del tambor, la quantitat d'aigua que circula pel "pas cònic" en cada instant -en mm d'aigua caiguda per metre quadrat- | » |

Consta d'un tambor giratori que gira amb velocitat constant, aquest tambor arrossega un paper graduat, que en l'abscissa hi té el temps i en l'ordenada hi té l'alçària de la precipitació pluvial en mm de pluja. Aquesta alçària és enregistrada per una ploma que es mou verticalment, accionada per un flotador, marcant doncs en el paper l'alçària de pluja respecte al temps (la cartolina del tambor sol ser per a un dia).
Quan comença a ploure, mentre el tambor va girant, l'aigua que cau a l'interior de l'embut, arriba al recipient i aixeca el flotador... la ploma marcarà per tant una elevació en la vertical. Si la pluja que cau no varia, el nivell de l'aigua en el recipient es manté constant i, per tant, la ploma marca una línia més o menys horitzontal, proporcional a l'aigua que està caient. Quan la ploma arriba a la vora superior de la tira de paper, vol dir que la boia en el dipòsit està situant la punta de la cànula destapant el forat de mesura (és a dir, el màxim flux que l'aparell és capaç d'enregistrar). Si disminueix la pluja sobtadament, es buida el recipient fent baixar ràpidament el flotador, el que correspon a una línia de forta pendent que pot arribar fins baix de tot en el gràfic si deixa de ploure.
Amb aquesta eina Jardí va permetre conèixer la precipitació al llarg del temps i dels anys (concretament a Barcelona entre molts altres llocs).
Aquesta eina permet mesurar la intensitat mitjana de precipitació en un cert interval de temps:
{\displaystyle {\frac {h(\Delta {\mathit {T}})}{\Delta {\mathit {T}}}}={\mathit {i}}\,}
En realitat la intensitat de la pluja no és constant, sinó que varia en el temps, per tant es pot definir com intensitat instantània de la pluja:
{\displaystyle \lim _{\Delta {\mathit {T}}\rightarrow 0}{\frac {h(\Delta {\mathit {T}})}{\Delta {\mathit {T}}}}={\mathit {i}}({\mathit {t}})}